# Erythrura papuana
El diamante papú (Erythrura papuana) es una especie de ave paseriforme de la familia Estrildidae endémica de las montañas de Nueva Guinea.

## Descripción
Mide unos 16 cm de largo. Tiene una máscara azul que cubre su cabeza hasta el ojo, las mejillas y la barbilla. Su dorso, cuello y alas son verde musgo. La garganta, pecho y vientre son verde claro. Su cola y grupa son rojas. Posee un pico negro y fuerte.
La hembra tiene la máscara menos extendida. Solo el macho canta.

## Distribución y hábitat
Se encuentra únicamente en los bosques húmedos tropicales de las montañas del Cordillera Central de la isla de Nueva Guinea, en una extensión total entre 50.000 y 100.000 km².